# Priodontognathus
Priodontognathus is een geslacht van plantenetende ornithischische dinosauriërs, behorend tot de groep van de Thyreophora, dat tijdens het Jura leefde in het gebied van het huidige Engeland. De enige benoemde soort is Priodontognathus phillipsii.

## Vondst en naamgeving
In 1869 publiceerde de jonge paleontoloog Harry Govier Seeley een catalogus van alle fossielen van het Woodwardian Museum te Cambridge. Van de verzameling maakte ook de Forbes-collectie deel uit, die door rechter James Forbes-Young aangelegd was en in 1862 na zijn dood door zijn zoons Charles Young and Henry Young aan de Universiteit van Cambridge was geschonken. Seeley herkende een bepaald bot uit die collectie als een stuk bovenkaak van een dinosauriër, dacht dat het een soort van Iguanodon betrof en benoemde het als Iguanodon Phillipsii. De soortaanduiding eert professor in de geologie John Phillips. Veel van de identificeringen van de catalogus waren wat haastig gemaakt. Later kwam Seeley tot de overtuiging dat hij zich vergist had over de aard van het fossiel en in 1875 benoemde hij het als een apart geslacht: Priodontognathus. De geslachtsnaam is afgeleid van het Klassiek Griekse πρίων, prion, "zaag", ὀδών, odoon, "tand" en γνάθος, gnathos, "kaak", een verwijzing naar de tandvorm.
Het fossiel, holotype SMC B53408, is vermoedelijk in het noorden van Yorkshire opgegraven in een laag van de Calcareous Grit Formation die dateert uit het Oxfordien; het zou echter ook uit een zuidelijker vindplaats uit het vroege Krijt kunnen komen, iets wat Seeley in 1869 nog dacht. Het bestaat uit een been van de bovenkaak, de maxilla zonder zichtbare tanden maar met vervangingstanden bewaardgebleven in het kaakbeen, die in 1875 beschreven werden. Doordat die tanden nooit uitgekomen waren, was de karteling van hun rand nog niet versleten; het is naar deze punten dat de geslachtsnaam verwijst.
In 1893 benoemde Seeley een nieuwe soort van stegosauriër Omosaurus (tegenwoordig Dacentrurus): Omosaurus phillipsii, op grond van een dijbeen, YM 498. Tegelijkertijd was hij tot de conclusie gekomen dat Priodontognathus ook weleens een stegosauriër zou kunnen zijn en hij sprak in het beschrijvende artikel het vermoeden uit dat die identiek zou zijn aan Omosaurus phillipsii. Vanwege de identieke soortaanduiding en de mogelijke gelijkstelling maakten sommige latere auteurs de fout te denken dat de benoeming van Omosaurus phillipsii niets anders was dan het onderbrengen van Priodontognathus phillipsii bij het geslacht Omosaurus. Dat is echter onjuist omdat Omosaurus phillipsii op een ander typespecimen gebaseerd is.
In 1956 stelde Alfred Sherwood Romer het geslacht gelijk aan Hylaeosaurus maar dit is geen gebruikelijke identificatie geworden. In 1966 maakte Romer de fout het geslacht als Priodontosaurus te spellen. Romer dacht toen nog dat het een stegosauriër betrof maar dat zou al snel een verouderde opvatting worden: de meeste onderzoekers menen nu dat het om een bepantserde dinosauriër uit de Ankylosauria gaat. Vaak wordt tegenwoordig gesteld dat de soort een nomen dubium is maar Peter Galton wist in een herbeschrijving uit 1980 een voldoende unieke combinatie van eigenschappen te kunnen vaststellen om van een valide soort te willen spreken.

## Beschrijving
Door het beperkte materiaal kan er weinig met zekerheid over de bouw van Priodontognathus gezegd worden behalve dat het een viervoeter was met een beenpantser. Het dier was vermoedelijk vrij klein, enkele meters lang.
Het fossiel zelf vertoont enkele eigenaardigheden. De maxilla, twaalf centimeter lang, is niet vergroeid met de andere schedelbeenderen, een teken dat het om een vrij jong en onvolgroeid exemplaar zou kunnen gaan. Zij heeft zeventien tandposities. Bij de tandkronen van de gevonden vervangingstanden bestaat de dikke rand aan de basis, het cingulum, aan de binnenkant uit twee halvemaanvormige richels. Deze dragen vele denticula, kleine tandvormige uitstulpingen. Tussen de achterkant van de tandkroon en de richels bevindt zich een uitholling waarin mogelijkerwijs bij het sluiten van de bek de tandspitsen van de onderkaak konden rusten zodat plantenmateriaal effectief kon worden afgebeten.

## Fylogenie
De eerste die Priodontognathus identificeerde als een gepantserde dinosauriër was baron Franz Nopcsa die hem in 1902 indeelde bij de Acanthopholididae. Dat werd echter lang niet meteen de heersende leer: Friedrich von Huene deelde hem in 1909 bij de stegosaurische Omosauridae in en Alfred von Zittel in 1911 bij de Stegosauridae. Daarbij moet wel bedacht worden dat die groepen in die tijd ook de gepantserde vormen omvatten. De moderne indeling werd in 1980 gegeven door Galton: de Nodosauridae.